# Стеца Остап Антонович
Остап Стеца (18 липня 1900, Команча, нині Сяноцький повіт, Підкарпатське воєводство — 23 березня 1978, Москва) — український, радянський і польський військовий лемківського походження. Генерал-майор Червоної армії і Бригадний генерал Війська польського, член Комітету національної безпеки ПНР.

## Життєпис
У роки Першої світової війни добровільно вступив до легіону Українських січових стрільців. У 1916 році він потрапив у полон до росіян.
У 1918–1919 — вояк Української галицької армії, брав участь у польсько-українській війні та обороні Львова. У 1919 потрапляє у полон до «білих», згодом служить у Червоній українській галицькій армії, а після її розформування більшовиками залишається в лавах Червоної армії та бере участь у боях проти армії Махна.
З 1921 року залишається в СРСР як професійний офіцер Червоної Армії. Спочатку як курсант Харківської школи червоних старшин, згодом — як командир курсу. У 1923 році закінчує Військову академію РСЧА в Москві. З 1937 року — викладач Свердловського піхотно-кулеметного училища, у 1940 році отримує звання підполковника, та викладає у Вищій штабній школі в Москві. З березня 1941 року — викладач Військової академії імені Фрунзе.
У 1943 році Остап Стеца серед інших радянських офіцерів народжених на території Польщі був відряджений до створюваного в СРСР Війська Польського. З 19 квітня 1944 по 20 квітня 1945 року він був начальником штабу Першої варшавської піхотної дивізії. Після війни — командир Піхотної офіцерської школи № 3 в Іновроцлаві.
Як генерал Війська польського до початку акції «Вісла» готував рапорти щодо боротьби з підпіллям ОУН та УПА на території Польщі. Був співавтором більшості документів, підготовлених польським Генеральним штабом для операції «Вісла». Він був співавтором концепції переселення українців з етнічних українських земель південного сходу Польщі на «Повернені території» на північному заході Польщі.
До 1948 року служив начальником відділу III (ОС) Генерального штабу і заступником командира Академії Генерального штабу з наукової роботи.
З 31 грудня 1954 по 6 грудня 1955 він був в числі інших певний час в як командир Сілезького військового округу у відсутність генерал-майора Всеволода Стражевського. Був нагороджений найвищою польською військовою відзнакою — орденом Virtuti Militari.
У 1956 році він емігрував до Радянського Союзу. Помер 23 березня 1978 року, похований у Москві.

## Нагороди
- Орден Леніна (СРСР) (1946)
- Орден Червоного Прапора (СРСР) (тричі — 1944, 1945 і 1946)